# 対艦誘導弾
対艦誘導弾（たいかんゆうどうだん）は、自衛隊をはじめとする政府機関、文書における対艦ミサイルの公称。空対艦誘導弾は航空機に搭載して艦艇を攻撃する空対艦ミサイル、地対艦誘導弾は陸上から海上の艦艇を攻撃する地対艦ミサイル、艦対艦誘導弾は艦艇に搭載し海上で敵艦艇を攻撃する艦対艦ミサイルである。
ここでは日本国内で開発した対艦誘導弾とそこから派生した一連の誘導弾とその後継となる誘導弾について説明する。

対艦誘導弾の発達・開発系譜

## 航空自衛隊

### 80式空対艦誘導弾(ASM-1)
制式名は80式空対艦誘導弾（はちまるしきくうたいかんゆうどうだん）、別称はASM-1。
防衛庁（現 防衛省）が開発した国産初の対艦ミサイル。昭和48年開発開始、昭和54年開発完了。推進方式はロケットモーターで、誘導方式は慣性誘導（中間）とアクティブ・レーダー誘導（終末）を用いる。
航空自衛隊のF-1支援戦闘機を発射母機とすることを前提に、同時開発されたもので、配備当時はハープーンに次いで射程が長いとされた。F-4EJ改戦闘機およびF-2戦闘機でも運用される。

### 93式空対艦誘導弾(ASM-2)
制式名93式空対艦誘導弾（きゅうさんしきくうたいかんゆうどうだん）、別称はASM-2。
ASM-1の改良型。昭和63年開発開始、平成4年開発完了。ASM-1のロケットモーターからターボジェットへ変更したことで大幅な射程の延伸を果たした。また、誘導方式を赤外線としたことでECMを無効とし、赤外線画像による個艦識別や命中箇所の選択も可能といわれる。改良型の93式空対艦誘導弾(B)（ASM-2B）では中間誘導にGPS誘導方式を追加している。
退役したF-1においても運用可能であったが、F-1のレーダーやFCSではASM-2の射程を生かせなかったため、F-2の制式採用前は主にF-4EJ改で運用された。

### ASM-3
ASM-3
ASM-1ならびにASM-2の後継として開発されたミサイル。固体燃料ロケットブースターとラムジェットエンジンを組み合わせた推進システムであるインテグラルロケットラムジェット（IRR）システムでマッハ3以上の超音速飛翔能力を有し、ステルス性を考慮した弾体形状とすることで、高性能な対空火器が搭載されている敵戦闘艦艇の対処時間を低下させる。
平成4年から平成13年度まで研究試作が行われ、平成14年度からの本開発への移行を目指したが予算が認められず、平成15年度から20年度まで推進装置の要素研究のみが継続された。平成22年度からの開発予算が認められたことで、総額325億円をかけ平成28年までに開発を完了させることが決定し、平成30年に開発完了した。しかし、中国海軍艦艇の高性能化に対する射程の短さから平成30年度と平成31年度の防衛予算に調達予算が計上されず、射程延伸型の下記の誘導弾の取得と研究開発が行われることになった。
ASM-3A
ASM-3（改）開発の途中成果を生かして、2021年（令和3年）度予算にASM-3の射程延伸型となるASM-3Aの量産取得予算が計上された。
ASM-3（改）
中国海軍艦艇の高性能化に対応するために、射程400km以上の射程延伸型のASM-3（改）が開発されている。開発期間は2020年（令和2年）度から2025年（令和7年）度までを目標としている。

## 陸上自衛隊

### 88式地対艦誘導弾(SSM-1)
制式名は88式地対艦誘導弾（はちはちしきちたいかんゆうどうだん）、別称はSSM-1。
航空自衛隊のASM-1の改良型で、1982年（昭和57年）開発開始、1988年（昭和63年）開発完了。動力をターボジェットに変更し、初期加速用のロケットモーターの分だけ全長が伸びている。発射機、指揮統制装置、射撃統制装置、捜索標定レーダ装置などで構成される。陸上自衛隊の略称はSSM。2000年（平成12年）10月に防衛庁（当時）が公募し、2001年（平成13年）4月に採用した愛称はシーバスター。
ターボジェットによる長射程を生かし、海岸線付近に進出した捜索標定レーダ装置の射撃データを内陸部に配置された指揮統制装置に送り、射撃管制装置がミサイルに発射指示を下すという世界でも例を見ない構成を採る。発射されたミサイルは地形に沿って飛行して被発見率を下げるほか、発射陣地を秘匿するように経路をプログラムされる。高度なECCM能力や、ミサイルの同時着弾、特定目標に集中しないための独特の目標選択アルゴリズムを持つといわれる。
同誘導弾を装備する地対艦ミサイル連隊が6個整備された。一時、3個連隊への縮小が計画されたが、中国の軍事的な脅威が高まったため、西方移転する形で編成数が保たれる見通しである。
- 最終誘導方式：レーダーホーミング

### 12式地対艦誘導弾
12式地対艦誘導弾
88式地対艦誘導弾システム(改)として開発されていた誘導弾システム。試作は2001年（平成13年）度からで2012年（平成24年）度から調達が開始された。従来の慣性誘導（中間）+アクティブ・レーダー・ホーミング（終末）に加え、中間誘導にGPS誘導が追加されている。
システム全体の構成は88式地対艦誘導弾と同様であるが、発射装置の外観は大きく変わっている。88式地対艦誘導弾より、射撃に関する能力の向上 、残存性の向上、ライフサイクルコストの抑制の点で優れている。
12式地対艦誘導弾（改）
2017年（平成29年）度から2022年（平成14年）度までに、後述の17式艦対艦誘導弾をベースに12式地対艦誘導弾（改）が開発されている。91式空対艦誘導弾の後継となる哨戒機用新空対艦誘導弾とともに開発され、いずれも前任者から射程が延伸される予定である。

## 海上自衛隊

### 90式艦対艦誘導弾(SSM-1B)
制式名は90式艦対艦誘導弾（きゅうまるしきかんたいかんゆうどうだん）、別称はSSM-1B。
陸上自衛隊のSSM-1の改良型で、1986年（昭和61年）開発開始、1989年（平成元年）開発完了。ハープーンに置き換えて装備・運用できるように配慮された艦対艦ミサイル。なお潜水艦発射型のハープーンを置き換える艦対艦誘導弾は開発されなかった。
海上自衛隊のむらさめ型・たかなみ型・あたご型・二代目あきづき型護衛艦、はやぶさ型ミサイル艇などが搭載している。

### 91式空対艦誘導弾(ASM-1C)
制式名は91式空対艦誘導弾（きゅうひとしきくうたいかんゆうどうだん）、別称はASM-1C。
陸上自衛隊のSSM-1の航空機発射型。1986年（昭和61年）開発開始、1990年（平成2年）開発完了。海上自衛隊のP-3C、P-1哨戒機で運用されている。航空機から発射されるため、初期加速用のロケットモーターは不要となり装備していない。航空機発射型という共通点はあるが航空自衛隊の戦闘機で運用されるASM-1やASM-2とは異なる。

### 17式艦対艦誘導弾
SSM-1Bの後継の誘導弾で、陸上自衛隊の12式地対艦誘導弾の開発の成果を最大限活用する。2012年（平成24年）度より開発開始し、2017年（平成29年）度までに開発された。SSM-1Bと比べて、射程の延伸、誘導精度の向上、目標情報のアップデート機能の追加が図られる。

### 23式空対艦誘導弾
2017年（平成29年）度から2022年度までに、17式艦対艦誘導弾をベースに91式空対艦誘導弾の後継となる哨戒機用新空対艦誘導弾が開発された。12式地対艦誘導弾（改）とともに開発され、いずれも前任者から射程が延伸された。2023年（令和5年）度予算で、初めて取得予算が計上されている。2025年（令和7年）度概算要求で23式空対艦誘導弾として記載されている。

## 研究・開発段階の対艦誘導弾

### 12式地対艦誘導弾能力向上型
2020年（令和2年）12月18日の閣議で「スタンド・オフ防衛能力の強化」が決定され、12式地対艦誘導弾（改）にさらなる長射程化と多様なプラットフォームからの発射能力（地発型・艦発型・空発型）を加えた12式地対艦誘導弾能力向上型の開発が決定した。令和2年度に行われた地発型の事前の事業評価によると、2021年（令和3年）度から2025年（令和7年）度まで394億円をかけて開発される予定であり、令和3年度に行われた地発型に艦発型と空発型も含めた事前の事業評価としては、2021年（令和3年）度から2028年（令和10年）度まで総事業費999億円をかけて開発される予定である。主契約者は三菱重工で、当面は射程900kmを目指して開発されるが、最終的には射程1,500kmまで延伸される予定であるという。
2024年（令和6年）8月時点で、地発型の量産を2023年（令和5年）度に、配備を2025年（令和7年）度に、艦発型の量産を2025年（令和7年）度に開始する計画になっている。

### 潜水艦発射型誘導弾
敵艦艇や上陸部隊等に対する脅威圏外からの対処を行うため、潜水艦の魚雷発射管から発射される誘導弾である。2023年（令和5年）度から2027年（令和9年）度まで開発し、総事業費は793億円。2024年8月時点で、2025年（令和7年）度から量産を開始する予定となっている。2023年（令和5年）4月11日、開発を三菱重工業に発注したことが発表された。
また、将来的に潜水艦の垂直発射装置（VLS）から誘導弾を発射することができるよう、2025年（令和7年）度防衛予算の概算要求で「水中発射型垂直発射装置の研究」として300億円の予算を要求しており、2025年（令和7年）度から2029年（令和11年）度までの研究を予定している。

### 新地対艦・地対地精密誘導弾
2017年（平成29年）度の防衛省の事前の事業評価では「新対艦誘導弾の要素技術の研究」、2018年（平成30年）度の防衛予算では「島嶼防衛用新対艦誘導弾の要素技術の研究」として、2018年（平成30年）度から2022年度までの間に島嶼防衛用新対艦誘導弾の要素技術の研究予算が認められた。諸外国が保有するミサイルの長射程化に対抗するために、長射程化と残存性の向上を図るとしており、ステルス化、エンジンの耐久性の向上、大型翼展伸がうたわれており、車両、艦船、航空機等で広範に運用できるようファミリー化もうたわれた。大型展伸翼の存在とそのミサイル形状から亜音速ミサイルであると想定された。2020年（令和2年）12月29日の産経新聞の報道によると、予定される主契約者は川崎重工で、射程2,000kmを目指して開発される予定とされた。
2021年（令和3年）8月、日経ビジネスが、2020年（令和2年）12月に防衛装備庁が12式地対艦誘導弾の改良型を早期に配備したいなどの理由から川崎重工に本誘導弾の開発中止を通達したと報道したが、2023年（令和5年）3月に成立した2023年（令和5年）度の防衛予算では「島嶼防衛用新対艦誘導弾の研究」と名を変えて、342億円が計上されている。
その後、2023年（令和5年）8月に発表された2024年（令和6年）度防衛予算の概算要求の主要事項の項目において「新地対艦・地対地精密誘導弾の開発」が「島嶼防衛用新対艦誘導弾の研究」に入れ替わる形で登場し、2023年（令和5年）度事前の事業評価では「新地対艦・地対地精密誘導弾」について、12式地対艦誘導弾能力向上型と地上装置を共用化し、小型軽量化された飛翔体で、既存の弾頭・ブースター・センサーを流用し、衛星システムと連接するものになることが明らかにされた。また侵攻部隊に対する脅威圏外の本州から対処可能な射程を持ち、目標類別と命中部位指定が可能な高精度・高残存性の誘導弾であり、高い貫徹力があり、他の誘導弾システムと併用して運用される構想であり、想定する撃破目標が揚陸艦などや航空基地などであることが明らかになった。
2023年（令和5年）12月に公表された2024年（令和6年）度防衛予算案で、「新地対艦・地対地精密誘導弾の開発」として323億円が計上され、2024年（令和6年）度から2030年（令和12年）度まで開発されることが明らかにされたほか、財務省の予算資料において、島嶼防衛用新対艦誘導弾として掲載されていた時のイメージ図に比べて2倍近い長大な伸展翼をもつイメージ図が公開された。

### 極超音速誘導弾
マッハ3で超音速巡航するASM-3より、更に高速なマッハ5以上の極超音速で飛行可能なスクラムジェットエンジンで飛行するミサイルの実現を目指して「極超音速誘導弾要素技術の研究」が進められている。2019年（平成31年）度から2025年（令和7年）度に要素技術を研究する予定である。
これに続き、極超音速誘導弾の早期装備化を運用実証型研究により実現することを目指して「極超音速誘導弾の研究」が進められる予定であり、2023年（令和5年）度から2031年（令和13年）度にかけて総額1,851億円をかけて研究する予定である。この事前の事業評価によると、遠方の海域の防空能力が高い海上目標および地上目標を攻撃する事を目指している。この一環として2023年（令和5年）度防衛予算では585億円が計上されている。

## 登場作品

### 映画
『ゴジラシリーズ』
『ゴジラ』
F-1CCVが、東京湾に現れたゴジラに対して80式空対艦誘導弾を発射する。
『ゴジラvsモスラ』
F-15Jが、日本に向けて進路を取るバトラに対して80式空対艦誘導弾を発射する。なお、実際のF-15Jは80式空対艦誘導弾は無論の事、空対艦ミサイルの運用能力自体を有していない。
『ゴジラvsデストロイア』
88式地対艦誘導弾のミニチュアが登場。
『ゴジラ×メカゴジラ』
館山市と品川区へ襲来したゴジラに対し、近距離から88式地対艦誘導弾が発射される。
『ゴジラ×モスラ×メカゴジラ 東京SOS』
再び品川に襲来したゴジラに対し、熱線が届かないほどの距離を取りつつ関東地方一帯から88式地対艦誘導弾が発射される。

『戦国自衛隊1549』
戦国時代にタイムスリップした第三特別実験中隊の装備として、88式地対艦誘導弾の発射機のみが登場。

### アニメ
『MEMORIES』
主人公の迎撃のために出動する部隊に88式地対艦誘導弾が混じっているが、攻撃シーンはない。